# Tres hombres del río
Tres hombres del río es una película argentina en blanco y negro dirigida por Mario Soffici sobre guion de Rodolfo González Pacheco y Hugo Mac Dougall según el cuento de Eliseo Montaine que se estrenó el 22 de abril de 1943 y que tuvo como protagonistas a Homero Cárpena, Elisa Galvé, Agustín Irusta, Juan José Míguez y José Olarra y como director musical a José Vázquez Vigo. Agustín Irusta asumió su papel en reemplazo del actor Rafael Falcón, quien falleció durante el rodaje.

## Sinopsis
Tres contrabandistas recogen a una muchacha que va a Puerto Esperanza mientras navegan por el Alto Paraná y se la disputan pero ella acaba yéndose con un desconocido.

## Reparto
- Luis Aldás
- Lucy Blanco
- Homero Cárpena
- Elisa Galvé
- Agustín Irusta
- Juan José Míguez
- José Olarra
- Leticia Scury

## Comentarios
Para Manrupe y Portela el filme es 

”Uno de los títulos claves de Mario Soffici, donde el paisaje prima sobre los hombres. Filmado en una barcaza en condiciones prcvarias, aún hoy no decae el interés: la historia y la leyenda, narradas con sencillez y emotividad. Lo técnico, bien resuelto a pesar de las dificultades. Los personajes nunca caen el tipismo”

## Premio
Por este filme la Academia de Artes y Ciencias Cinematográficas de la Argentina le otorgó el premio Cóndor Académico a la mejor dirección de 1943 a Mario Soffici, al mejor argumento original a Rodolfo González Pacheco, Hugo Mac Dougall y Eliseo Montaine, a la mejor actriz de reparto a Leticia Scuri, a la mejor fotografía a Francis Boeniger, a la mejor labor de cámara a Leo Fleider.	